# ハンス＝クリストフ・ゼーボーム
ハンス＝クリストフ・ゼーボーム（ドイツ語: Hans-Christoph Seebohm, 1903年8月4日 – 1967年9月17日）は、ドイツ（西ドイツ）の政治家。所属政党はドイツ党 (DP)、のちドイツキリスト教民主同盟 (CDU)。1949年から1966年まで交通相を務めた。連続17年の大臣在任はドイツ連邦共和国史上最長である。

## 経歴
シュレージエン地方のエマヌエルスゼーゲン（現ポーランド領、カトヴィツェ市の一部）に生まれる。1921年にドレスデンでアビトゥーアに合格し、ミュンヘンとベルリンで鉱山学を学び、1928年に卒業。1931年に国家試験に合格するまでハレの上級鉱山局に勤務。1932年に博士号を取得。1933年以降、鉱山や石油採掘、機械工業企業等で管理職を務める。1938年までグライヴィッツの鉱山長を務め、1939年はホーエンローエ・ヴェルケ株式会社で鉱山長。ついで鉱業会社の筆頭監査を務め、1941年には「アーリア化」され国有とされたのち払い下げられた鉱山会社の共同設立者となった（なおこの経歴は戦後「ナチスの犯罪に荷担した」と批判の対象になっている）。ブラウンシュヴァイク産業・商業連盟副会頭も務める。第二次世界大戦後はイギリス軍占領地域における石油採掘・機械産業連盟の代表を務めた。1945年から1949年までドルトムントの石油会社取締役、1947年から1963年までブラウンシュヴァイク産業・商業連盟会頭。
戦後すぐにニーダーザクセン党の共同設立者になり、同党は1947年にドイツ党と改称された。彼はドイツ人追放に遭った数少ない党員の一人だった。1946年にニーダーザクセン州議会議員に当選（1951年まで）。1946年から1948年まで、ヒンリヒ・ヴィルヘルム・コップフの内閣でニーダーザクセン州建設・労働・保健大臣を務める。1947年から1955年までドイツ党副党首。1949年に第一回ドイツ連邦議会選挙に出馬し当選し、死去まで議席を維持した。この選挙では他の保守系政党との合同が協議されたが、イギリス軍軍政当局が反対したため実現しなかった。

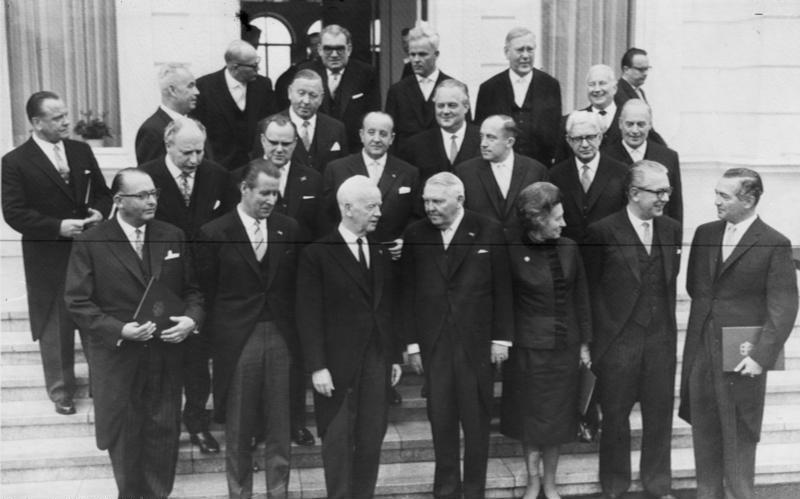
勢揃いした第一次エアハルト内閣の閣僚。最前列右から四人目がエアハルト首相、三列目右端がゼーボーム（1963年）

この選挙で成立したコンラート・アデナウアー首相のドイツキリスト教民主同盟（CDU）との連立内閣に入閣し、交通大臣に就任した。1951年に連邦自動車局や航空連邦局の設置を実現した。1952年の党大会で党首に選出されたものの、就任を固辞した。1960年7月にドイツ党を離党し、9月にCDUに入党した。1964年にハノーファー地区の党代表に選出され、1967年には党会計部長に選出された。
ゼーボームはクルト・ゲオルク・キージンガーの大連立政権が成立する1966年11月まで連邦交通大臣に在職し、大臣在任17年はハンス・ディートリヒ・ゲンシャーの23年（内相：1969年〜74年、外相：1974年〜92年）に次ぐ長さであるが、ゲンシャーは1982年の数週間の中断を挟んでの在職期間であるため、連続在職記録としてはゼーボームが最長ということになる。

## 人物・顕彰
ゼーボーム自身はズデーテン・ドイツ人ではなかったが、両親が長くズデーテン地方に住んでいたため、1950年以降ズデーテン・ドイツ人連盟の代表役員となり、1959年からその死去までスポークスマンを務めた。追放ドイツ人団体のロビイストとしての活動も活発で、1959年以降は毎週のように新聞の見出しに名前が出ていた。しかし大臣在任中の1964年以降は政府の圧力によりズデーテン地方の法的地位について沈黙するようになった。
ブラウンシュヴァイク名誉市民、ブラウンシュヴァイク技術大学より名誉博士号。連邦議会議員在職のまま1967年にボンで死去した。